# Laufferiella steini
Laufferiella steini är en tvåvingeart som först beskrevs av Zimin 1931.  Laufferiella steini ingår i släktet Laufferiella och familjen parasitflugor. Inga underarter finns listade i Catalogue of Life.